# Cyathura furcata
Cyathura furcata is een pissebed uit de familie Anthuridae. De wetenschappelijke naam van de soort is voor het eerst geldig gepubliceerd in 2000 door Nunomura & Hagino.